# Sascha Maassen

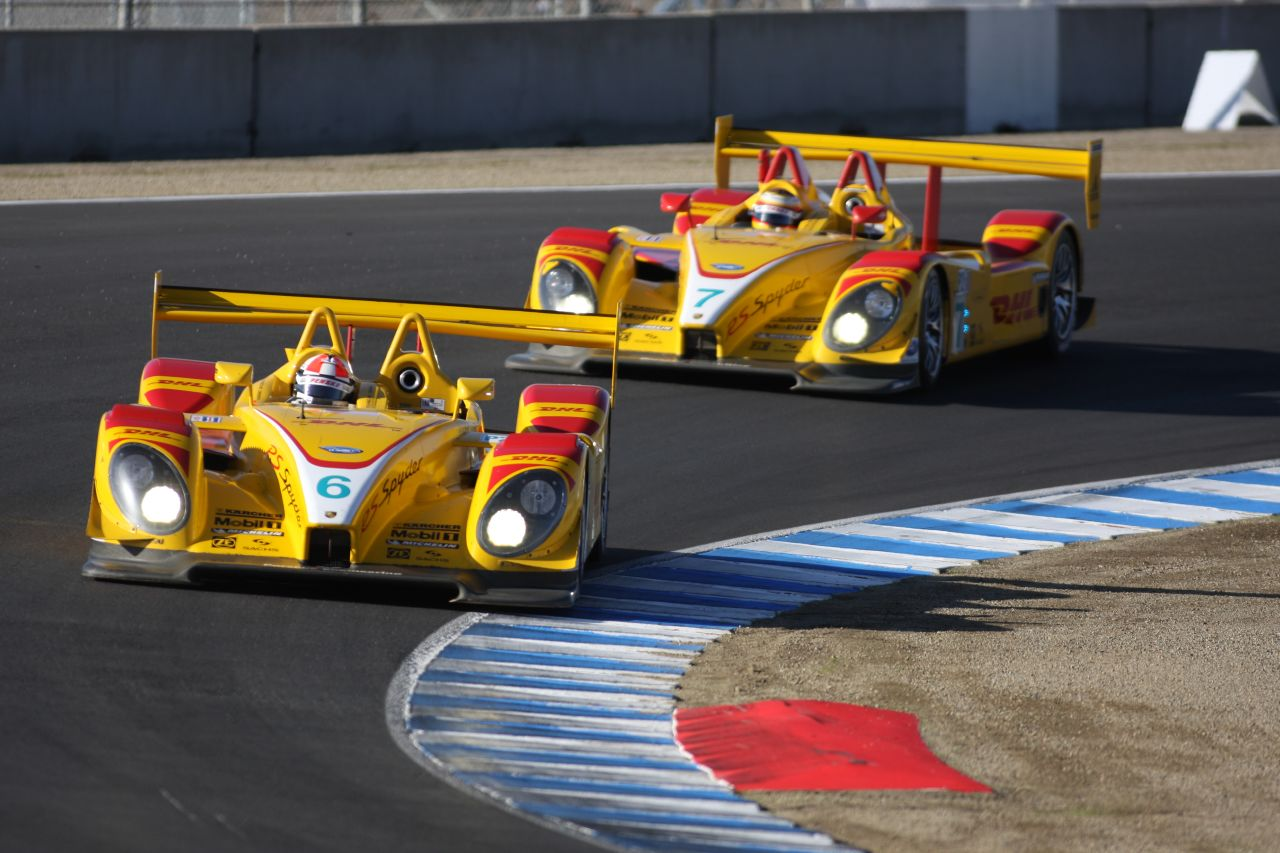
Sascha Maassen precedido por Timo Bernhard en la fecha de la American Le Mans Series 2007 en Laguna Seca.

Sascha Maassen (nacido el 28 de septiembre de 1969 en Aquisgrán, Alemania) es un piloto de automovilismo de velocidad que se destacó en sport prototipos y gran turismos. Fue campeón del Campeonato FIA GT y la American Le Mans Series y obtuvo victorias de clase en las 24 Horas de Le Mans, las 12 Horas de Sebring y Petit Le Mans.

## Trayectoria
Luego de iniciarse en el karting, Maassen compitió en la Fórmula Ford y a principios de la década de 1990 en la Fórmula 3 Alemana. En apralelo, llegó quinto, octavo y tercero en los Masters de Fórmula 3 de 1992, 1993 y 1994, tercero en el Gran Premio de Mónaco de Fórmula 3 de 1994 y primero en el Gran Premio de Macao ese mismo año. En 1995 pasó a disputar la Campeonato Alemán de Superturismos para el equipo oficial de Nissan; fue 14º ese año, 16º en 1996 y 10º en 1997. En 1998, Maassen se unió al equipo Roock del Campeonato FIA GT, donde consiguió una victoria de la clase GT2 al volante de un Porsche 911. Al año siguiente disputó la Supercopa Porsche y varias fechas del Campeonato FIA GT; también ganó la clase GT2 en Petit Le Mans corriendo para Alex Job.
La marca Porsche contrató a Maassen como piloto oficial y le encomendó disputar la temporada 2000 de la American Le Mans Series para el equipo de Dick Barbour. El alemán y su compañero de butaca, Bob Wollek, ganaron cinco carreras (incluyendo Petit Le Mans) y ganaron el título de equipos, no así el de pilotos. Además, llegó segundo en la clase GT en las 24 Horas de Le Mans por el equipo Skea, compitió esporádicamente en la Supercopa Porsche, disputó las 24 Horas de Nürburgring y una fecha del Campeonato de la FIA de Sport Prototipos.
En 2001, Maassen pasó al equipo Alex Job de la American Le Mans Series. Ganó las tres primeras carreras junto con Lucas Luhr (entre ellas Sebring), pero los BMW ganaron las demás y se llevaron todos los títulos. También corrió las 24 Horas de Daytona para Champion y las 24 Horas de Le Mans para Dick Barbour. Maassen volvió a correr para Champion en las 24 Horas de Daytona de 2002 y llegó cuarto. Continuando corriendo con Luhr para Alex Job, Maassen ganó siete de diez carreras de la American Le Mans Series (incluyendo Sebring y Petit Le Mans) y barrió con todos los títulos de la clase GT. Como corolario, llegó segundo en la clase GT en las 24 Horas de Le Mans, al volante de un Porsche 911 de la clase GT del equipo Freisinger.
Maassen y Luhr ganaron cinco carreras de nueve en la American Le Mans Series en 2003, repitiendo triunfo en Sebring, y ganaron los dos campeonatos; también ganaron las 24 Horas de Le Mans con Emmanuel Collard como tercer piloto del equipo. Maassen también ganó una fecha de la Grand-Am Rolex Sports Car Series para el equipo Brumos Porsche. Como resultado de un recambio de pilotos en Porsche, Maassen compitió principalmente en Europa en 2004. Así, además de ganar Sebring y Petit Le Mans para Alex Job, venció en Le Mans para Petersen; fue campeón de la clase N-GT del Campeonato FIA GT con Luhr y el equipo Freisinger; y ganó una de las cuatro fechas de la Le Mans Series por el equipo Cirtek.
En 2005, Maassen disputó las 24 Horas de La Mans con un Porsche 911 de la clase GT2, pero se desempeñó principalmente como piloto de pruebas del nuevo Porsche RS Spyder de la clase LMP2. Con él ganó tres carreras de la American Le Mans Series en 2006 (una de ellas Petit Le Mans) y se llevó el título de pilotos junto con uno de sus compañeros de butaca, Luhr, además del título de equipos. Ahora con Ryan Briscoe como compañero de butaca, Maassen ganó tres carreras en 2007 y quedó segundo en el campeonato de pilotos de LMP2, por detrás de sus otros compañeros de equipo, Romain Dumas y Timo Bernhard. Ese mismo año, quedó tercero en la clase GT2 en las 24 Horas de Spa con un Porsche 911 de la clase GT2. En 2008 no consiguió ninguna victoria en la American Le Mans Series, de manera que él y Patrick Long quedaron quinto y sexto en el campeonato de pilotos, pese a lo cual Penske ganó el título de equipos.
Maassen no compitió de manera permanente en 2009. Corriendo para Cytosport, llegó tercero en Petit Le Mans en un Porsche RS Spyder de la clase LMP2. A la vez, disputó dos fechas del Campeonato FIA GT. En 2010 y nuevamente con Cytosport, Maassen fue cuarto en la tabla general y primero en la clase LMP2 en las 12 Horas de Sebring, segundo en la general y LMP en la fecha de la American Le Mans Series en Laguna Seca, séptimo en la tabla general y segundo en LMP2 en Petit Le Mans. Por otra parte, resultó 12º en la Supercopa Porsche.
El alemán retornó a la clase GT de la American Le Mans Series en 2011. Teniendo a Bryce Miller como compañero de butaca en el equipo de Paul Miller, quedaron 21º en el clasificador final con un cuarto puesto como mejor actuación. Además, disputó las 24 Horas de Daytona en un Coyote-Chevrolet del equipo Spirit of Daytona. Maassen continuó en el Porsche 911 de Miller en 2012, donde resultó 15º en el campeonato con dos quintos puestos. Asimismo, retornó a las 24 Horas de Daytona pero con un Porsche 911 de Miller, que abandonó.